# Autel de Pargues
L'autel de Pargues est un autel situé à Pargues, en France.

## Localisation
L'autel est situé sur la commune de Pargues, dans le département français de l'Aube.

## Historique
L'édifice est inscrit au titre des monuments historiques en 1925.